# Qmake
qmake es un programa que automatiza la creación de ficheros Makefiles. Los ficheros Makefiles son usados por el programa Make para compilar el código de manera automática. Make hace mucho más cómoda la compilación de proyectos relativamente medianos, pero a medida que la complejidad del proyecto aumenta los ficheros Makefile pueden llegar a crecer y complicarse demasiado. Y aquí es donde entra en juego qmake, automatizando al proceso a un nivel superior.
qmake crea Makefiles que se adaptan a la plataforma deseada por lo que soporta diferentes sistemas operativos, entre los que están: Linux, Apple Mac OS X, Symbian, Android y Microsoft Windows.
qmake fue creado por Trolltech (ahora propiedad de Digia), y forma parte del framework de Qt. Aunque posee características adicionales que facilitan el desarrollo con Qt, automatiza la creación de los códigos moc (meta object compiler) y rcc (resource compiler), puede usarse para desarrollar cualquier proyecto software.

## Documentación oficial
- qmake Manual